# Iraniobia pavlovskii
Iraniobia pavlovskii is een rechtvleugelig insect uit de familie Dericorythidae. De wetenschappelijke naam van deze soort is voor het eerst geldig gepubliceerd in 1954 door Bey-Bienko.